# Idaea iodesma
Idaea iodesma är en fjärilsart som beskrevs av Edward Meyrick 1897. Idaea iodesma ingår i släktet Idaea och familjen mätare. Inga underarter finns listade i Catalogue of Life.